# Адлон, Лоренц
Лоренц А́длон (нем. Lorenz Adlon; 29 мая 1849, Майнц — 7 апреля 1921, Берлин) — немецкий предприниматель, основатель берлинского отеля «Адлон» на Унтер-ден-Линден.

## Биография
Лоренц был шестым из девяти детей в семье майнцского сапожника Якоба Адлона и его супруги, повитухи Анны Марии Елизаветы. Пройдя обучение на столяра в майнцской мебельной мастерской Bembé, Лоренц Адлон работал управляющим в загородном ресторане Raimundigarten на берегу Рейна и добился успеха в кейтеринге на различных праздничных мероприятиях и выставках.
В 1880-е годы Адлон перебрался в Берлин, где со временем приобрёл несколько ресторанов. Под его управлением находился ресторан «Хиллер» на Унтер-ден-Линден, один из самых аристократических ресторанов Берлина. Взяв в аренду отель «Континенталь» на Кирхгассе, Адлон заявил о себе в гостиничном бизнесе. Впоследствии в управление Адлона перешли террасы в зоопарке, а в 1896 году по случаю Берлинской промышленной выставки Адлон вместе с Рудольфом Дресселем открыл «Главный ресторан Адлона и Дресселя» на Новом озере в Большом Тиргартене. Адлон также управлял крупным винным магазином на Вильгельмштрассе.
В начале XX века Адлон основал в Берлине на Унтер-ден-Линден отель класса «люкс» «Адлон» на месте снесённого дворца Редерна. Постоянным клиентом отеля стал сам император Германии Вильгельм II, который присутствовал на торжественной церемонии его открытия 24 октября 1907 года и высоко оценил его техническую оснащённость. «Адлон» быстро превратился в центр общественной жизни Берлина. В мае 1913 года в «Адлоне» останавливалась вся европейская знать, съехавшаяся на торжества по случаю заключения брака между принцессой Викторией Луизой Прусской и Эрнстом Августом Брауншвейгским, в том числе русский царь Николай II и британский король Георг V.
В 1918 году Лоренц Адлон пострадал в результате дорожного происшествия у Бранденбургских ворот, когда в зарезервированном для проезда императора среднем проезде ворот на него наехали восставшие солдаты. В 1921 году на том же месте Адлон ещё раз попал под колёса и через несколько дней умер от последствий несчастного случая. Лоренца Адлона похоронили на Старом кафедральном кладбище Св. Гедвиги на Лизенштрассе. После смерти Лоренца Адлона отелем управлял его сын Луи. Правнук Лоренца Адлона Перси Адлон снял документальный фильм «В блистательном мире отеля „Адлон“» (нем. In der glanzvollen Welt des Hotel Adlon). В современном отеле «Адлон» имя его основателя носит ресторан высокой кухни под управлением Хендрика Отто.